# Bob Carmichael
Robert «Bob» Carmichael (Melbourne, Austràlia, 4 de juliol de 1940 − Melbourne, 13 de novembre de 2003) fou un tennista i entrenador australià.
En el seu palmarès hi ha un títol individual i dotze més en dobles. Va arribar a disputar una final de Grand Slam a l'Open d'Austràlia l'any 1975.
Després de la seva retirada l'any 1979, va esdevenir entrenador de la federació de tennis australiana i va entrenar tennistes com Patrick Rafter, Lleyton Hewitt, Darren Cahill i Leander Paes.

## Torneigs de Grand Slam

### Dobles masculins: 1 (0−1)
| Resultat  | Núm. | Any  | Torneig          | Parella     | Oponents                 | Marcador |
| --------- | ---- | ---- | ---------------- | ----------- | ------------------------ | -------- |
| Finalista | 1.   | 1975 | Open d'Austràlia | Allan Stone | John Alexander Phil Dent | 3−6, 6−7 |

## Palmarès

### Individual: 5 (1−4)
| Títols per superfície |
| --------------------- |
| Dura (1−0)            |
| Gespa (0−0)           |
| Terra batuda (0−1)    |
| Moqueta (0−2)         |

| Resultat  | Núm. | Data                | Torneig                    | Superfície   | Oponent       | Marcador            |
| --------- | ---- | ------------------- | -------------------------- | ------------ | ------------- | ------------------- |
| Finalista | 1.   | 9 de febrer de 1968 | París, França              | Moqueta (i)  | Milan Holeček | 4−6, 8−10, 6−3, 3−6 |
| Finalista | 2.   | 13 d'abril de 1970  | Charlotte, Estats Units    | Terra batuda | Cliff Richey  | 4−6, 4−6            |
| Finalista | 3.   | 31 d'agost de 1970  | South Orange, Estats Units |              | Rod Laver     | 4−6, 2−6, 2−6       |
| Guanyador | 1.   | 8 de març de 1971   | Auckland, Nova Zelanda     | Dura         | Allan Stone   | 7−6, 7−6, 6−3       |
| Finalista | 4.   | 22 d'abril de 1976  | Sacramento, Estats Units   | Moqueta (i)  | Tom Gorman    | 7−5, 4−6, 5−7       |

### Dobles: 35 (13−22)
| Títols per superfície |
| --------------------- |
| Dura (5−9)            |
| Gespa (1−3)           |
| Terra batuda (5−7)    |
| Moqueta (2−3)         |

| Resultat  | Núm. | Data                   | Torneig                         | Superfície   | Parella          | Oponents                       | Marcador                |
| --------- | ---- | ---------------------- | ------------------------------- | ------------ | ---------------- | ------------------------------ | ----------------------- |
| Guanyador | 1.   | 25 de febrer de 1970   | Macon, Estats Units             | Moqueta (i)  | Terry Addison    | Ilie Năstase Ion Țiriac        | 14−16, 6−4, 8−6         |
| Finalista | 1.   | 2 de novembre de 1970  | Estocolm, Suècia                | Dura (i)     | Owen Davidson    | Arthur Ashe Stan Smith         | 0−6, 7−5, 5−7           |
| Guanyador | 2.   | 9 de novembre de 1970  | Buenos Aires, Argentina         | Terra batuda | Ray Ruffels      | Željko Franulović Jan Kodeš    | 7−5, 6−2, 5−7, 6−7, 6−3 |
| Guanyador | 3.   | 8 de març de 1971      | Auckland, Nova Zelanda          | Dura         | Ray Ruffels      | Brian Fairlie Raymond Moore    | 6−3, 6−7, 6−4, 4−6, 6−3 |
| Finalista | 2.   | 17 de maig de 1971     | Teheran, Iran                   | Terra batuda | Ray Ruffels      | John Newcombe Tony Roche       | 4−6, 7−6, 1−6           |
| Finalista | 3.   | 19 de juliol de 1971   | Washington DC, Estats Units     | Terra batuda | Ray Ruffels      | Tom Okker Marty Riessen        | 6−7, 2−6                |
| Guanyador | 4.   | 30 d'agost de 1971     | South Orange, Estats Units      | Dura         | Tom Leonard      | Clark Graebner Erik van Dillen | 6−4, 4−6, 6−4           |
| Guanyador | 5.   | 21 de febrer de 1972   | Toronto, Canadà                 | Moqueta (i)  | Ray Ruffels      | Roy Emerson Rod Laver          | 6−4, 4−6, 6−4           |
| Guanyador | 6.   | 9 d'abril de 1972      | Quebec, Canadà                  | Dura (i)     | Ray Ruffels      | John Alexander Terry Addison   | 4−6, 6−3, 7−5           |
| Finalista | 4.   | 2 de desembre de 1972  | Johannesburg, Sud-àfrica        | Dura         | Terry Addison    | John Newcombe Fred Stolle      | 3−6, 4−6                |
| Finalista | 5.   | 11 de juny de 1973     | Nottingham, Regne Unit          | Gespa        | Frew McMillan    | Tom Gorman Erik van Dillen     | 4−6, 1−6                |
| Finalista | 6.   | 9 de juliol de 1973    | Båstad, Suècia                  | Terra batuda | Frew McMillan    | Nikola Pilić Stan Smith        | 6−2, 4−6, 4−6           |
| Finalista | 7.   | 23 de juliol de 1973   | Bretton Woods, Estats Units     | Terra batuda | Frew McMillan    | Rod Laver Fred Stolle          | 6−7, 6−4, 5−7           |
| Guanyador | 7.   | 12 d'agost de 1973     | Clemmons, Estats Units          | Dura         | Frew McMillan    | Ismail El Shafei Brian Fairlie | 6−3, 6−4                |
| Guanyador | 8.   | 13 d'agost de 1973     | Indianapolis, Estats Units      | Terra batuda | Frew McMillan    | Manuel Orantes Ion Țiriac      | 6−3, 6−4                |
| Finalista | 8.   | 17 de setembre de 1973 | Seattle, Estats Units           | Dura         | Frew McMillan    | Tom Gorman Tom Okker           | 6−2, 4−6, 6−7           |
| Guanyador | 9.   | 1 d'octubre de 1973    | Quebec (2)                      | Dura (i)     | Frew McMillan    | Jimmy Connors Marty Riessen    | 6−2, 7−6                |
| Finalista | 9.   | 15 d'octubre de 1973   | Madrid, Espanya                 | Terra batuda | Frew McMillan    | Ilie Năstase Tom Okker         | 3−6, 0−6                |
| Finalista | 10.  | 5 de novembre de 1973  | Estocolm (2)                    | Dura (i)     | Frew McMillan    | Jimmy Connors Ilie Năstase     | 3−6, 7−6, 2−6           |
| Finalista | 11.  | 21 de desembre de 1975 | Open d'Austràlia, Austràlia     | Gespa        | Allan Stone      | John Alexander Phil Dent       | 3−6, 6−7                |
| Guanyador | 10.  | 13 de gener de 1975    | Auckland (2)                    | Gespa        | Ray Ruffels      | Brian Fairlie Onny Parun       | 7−6, retirada           |
| Finalista | 12.  | 14 d'abril de 1975     | Denver, Estats Units            | Moqueta (i)  | Allan Stone      | Roy Emerson Rod Laver          | 2−6, 6−3, 5−7           |
| Finalista | 13.  | 12 de maig de 1975     | Las Vegas, Estats Units         | Dura         | Cliff Drysdale   | John Alexander Phil Dent       | 1−6, 4−6                |
| Finalista | 14.  | 10 de novembre de 1975 | Hong Kong, Hong Kong            | Dura         | Gene Mayer       | Tom Okker Ken Rosewall         | 3−6, 4−6                |
| Finalista | 15.  | 24 de maig de 1975     | Düsseldorf, Alemanya Occidental | Terra batuda | Raymond Moore    | Wojtek Fibak Karl Meiler       | 4−6, 6−4, 4−6           |
| Finalista | 16.  | 25 d'octubre de 1976   | Perth, Austràlia                | Dura         | Ismail El Shafei | Dick Stockton Roscoe Tanner    | 7−6, 1−6, 2−6           |
| Guanyador | 11.  | 1 de novembre de 1976  | Tòquio, Japó                    | Terra batuda | Ken Rosewall     | Ismail El Shafei Brian Fairlie | 6−4, 6−4                |
| Guanyador | 12.  | 22 de novembre de 1976 | Bangalore, Índia                | Terra batuda | Ray Ruffels      | Chiradip Mukerjea Bhanu Nunna  | 6−2, 7−6                |
| Finalista | 17.  | 27 de febrer de 1978   | Miami, Estats Units             | Moqueta (i)  | Brian Teacher    | Tom Gullikson Gene Mayer       | 6−7, 3−6                |
| Guanyador | 13.  | 17 de juliol de 1978   | Båstad                          | Terra batuda | Mark Edmondson   | Péter Szőke Balázs Taróczy     | 7−5, 6−4                |
| Finalista | 18.  | 24 de juliol de 1978   | Hilversum, Països Baixos        | Terra batuda | Mark Edmondson   | Tom Okker Balázs Taróczy       | 6−7, 6−4, 5−7           |
| Finalista | 19.  | 25 de desembre de 1978 | Sydney, Austràlia               | Gespa        | Syd Ball         | Hank Pfister Sherwood Stewart  | 4−6, 4−6                |
| Finalista | 20.  | 12 de març de 1979     | Washington DC                   | Moqueta (i)  | Brian Teacher    | Bob Lutz Stan Smith            | 4−6, 5−7, 6−3, 6−7      |
| Finalista | 21.  | 26 de març de 1979     | Stuttgart, Alemanya Occidental  | Dura (i)     | Brian Teacher    | Wojtek Fibak Tom Okker         | 3−6, 7−5, 6−7           |
| Finalista | 22.  | 16 de setembre de 1979 | Woodlands, Estats Units         | Dura         | Tim Gullikson    | Marty Riessen Sherwood Stewart | 3−6, 2−2, retirada      |

## Trajectòria

### Individual
| Torneig | 1963 | 1964 | 1965 | 1966 | 1967 | 1968 | 1969 | 1970 | 1971 | 1972 | 1973 | 1974 | 1975 | 1976 | 1977 | 1977 | 1978 | 1979 | Títols |
| --- | ---- | ---- | ---- | ---- | ---- | ---- | ---- | ---- | ---- | ---- | ---- | ---- | ---- | ---- | ---- | ---- | ---- | ---- | ------ |
| Open d'Austràlia | A    | A    | A    | A    | A    | A    | A    | 2R   | 2R   | A    | QF   | 1R   | 4R   | 1R   | 1R   | 1R   | 4R   | 1R   | 0 / 10 |
| Roland Garros | A    | A    | 2R   | 1R   | 1R   | 4R   | 3R   | 2R   | 3R   | A    | 1R   | A    | 1R   | 2R   | 2R   | 2R   | A    | A    | 0 / 11 |
| Wimbledon | 2R   | 2R   | 3R   | 1R   | 2R   | 2R   | 3R   | QF   | 2R   | A    | A    | A    | 1R   | 2R   | 2R   | 2R   | 1R   | 1R   | 0 / 14 |
| US Open | A    | A    | A    | A    | A    | A    | 1R   | 2R   | 4R   | 2R   | 1R   | 2R   | 1R   | A    | 1R   | 1R   | A    | 1R   | 0 / 9  |
| Rànquing a final d'any |      |      |      |      |      |      |      |      |      |      | 67   | 112  | 71   | 134  | 220  | 220  | 133  | 157  |        |
| Llegenda: G: Guanyador; F: Finalista; SF: Semifinalista; QF: Quarts de final; Q: Qualificació; A: Absent; RR: Round Robin; NC: No celebrat |      |      |      |      |      |      |      |      |      |      |      |      |      |      |      |      |      |      |        |

### Dobles
| Open d'Austràlia | A  | A  | QF | 1R | A  | QF | QF | F  | SF | 1R | 1R | SF | 1R | 0 / 10 |
| Roland Garros | 2R | 3R | 4R | SF | A  | SF | A  | 4R | 1R | A  | A  | 4R | 4R | 0 / 9  |
| Wimbledon | 1R | 1R | QF | 2R | A  | A  | A  | 1R | 2R | SF | SF | 2R | QF | 0 / 9  |
| US Open | A  | 1R | 2R | 2R | 2R | QF | 3R | 2R | A  | SF | SF | 2R | 2R | 0 / 10 |
| Rànquing a final d'any |    |    |    |    |    |    |    |    |    |    |    |    | 24 |        |
| Llegenda: G: Guanyador; F: Finalista; SF: Semifinalista; QF: Quarts de final; Q: Qualificació; A: Absent; RR: Round Robin; NC: No celebrat |    |    |    |    |    |    |    |    |    |    |    |    |    |        |